# Eteri Lamoris
Eteri Lamoris Chkonia (Kiev, Ucrania, 23 de mayo de 1971), conocida internacionalmente como Eteri Lamoris, es una soprano, de origen georgiano, que adoptó la nacionalidad española. Eteri Lamoris procede de una familia de gran tradición musical. Estudió con su madre, la reconocida soprano belcantista Lamara Chkonia. Fue premiada en concursos internacionales de canto, en cinco de los cuales obtuvo el primer premio. Cantó en numerosos teatros y salas de Europa y Estados Unidos. 
Los críticos le reconocieron como “La Violetta de siglo 21” por sus actuaciones en la opera de La Traviata, así como “una de las mejores intérpretes de Lucia di Lammermoor”. El 10 de marzo de 2012, la Princesa de Suecia, Cristina Magnusson, le entregó el orden de oro cultural de Suecia con el título de “La mejor cantante de nuestros tiempos”. La ceremonia tuvo lugar en el Palacio Real de Estocolmo. Lamoris también se ha dado a conocer por dirigir el festival internacional de verano "Accademia belcanto" en Graz (Austria), junto a su hermana Natela Nicoli.
En la revista "Opera internacional de Milano" fue escrito: “Eteri Lamoris sabe como conquistar el público. Presenta un ejemplo perfecto de belcanto y aparece como una actriz muy convincente.”.
“Lamoris parece perfectamente tranquila y agradable interpretando un papel que sí contiene un riesgo. La posición alta es radiante con su técnica inmaculada, precisión y belleza. ”Opera International, Paris.

## Biografía
Eteri Lamoris estudió canto con su madre, la conocida soprano Lamara Chkonia. Más tarde, en la escuela superior de canto de Madrid, con Dolores Ripolles, (alumna de Elvira de Hidalgo). Años después recibió su formación de canto con Renata Scotto y Ruthilda Boesch en Viena.
Debutó en el Teatro Nacional de Ópera en Tbilisi, Georgia, cantando los siguientes papeles: Susanna (Le Nozze di Figaro), Rosina (Il Barbiere di Siviglia), Violetta (La Traviata), Micaela (Carmen), Gilda (Rigoletto). Actuó asimismo en otras óperas nacionales.
Fue seleccionada entre las “diez mejores voces del mundo” en el concurso de World Opera OPERALIA (1994), en el que recibió junto al tenor José Cura el “premio del público de Viena” (“Publikumspreis von Wien“). Eteri Lamoris fue premiada en nueve concursos internacionales de canto, en cinco de los cuales obtuvo el primer premio.
Triunfó como cantante de ópera interpretando el papel de Musetta (La Bohemé), en la producción de LA SCALA de Franco Zeffirelli. Más tarde, se presentó en el Teatro di San Carlo di Napoli interpretando el mismo papel junto a Luciano Pavarotti y Mirella Freni, en el Teatro Regio di Torino, en la Oper Der Stadt Bonn como Juliette (Roméo et Juliette) bajo la dirección artística de Giancarlo Del Monaco, Washington Opera como Elvira (I Puritani), y Nedda (I Pagliacci) en la producción del Teatro Alla Scala Di Milano con Plácido Domingo y Bruno Pola.
En  los teatros Stadttheater Bern, Deutsche Oper am Rhein Düsseldorf actuó como Lucia Di Lamermoor bajo la dirección de Christof Loy.  En el TEATRO Arriaga DE Bilbao actuó en la opera de Traviata, Carmen, Orfeo ed Euridice, L’Elesir D’Amore con Marco Armiliato, Manca di Nissa, Vicente Sardinero, Denis Graves y Luis Lima; Teatro La Fenice di Venezia en Un Ballo in Maschera con Georgio Zancanaro, Haydn-Festival in Eisenstadt, NIEDERSÄCHISCHE STAATSOPER Hannover en  L’Incontro Improvviso (Rezia) bajo la dirección musical de Adam Fisher, Teatro Real de Madrid con Silvio Varviso,  Palm Beach opera en Rigoletto,  Nationaltheater Mannheim en La Traviata (Violetta), con la misma ópera en el Teatro Nacional de Río de Janeiro, escenificada por Sonia Frisell y Giani Quaranta, Teatro de Santoro de Brasilia en Alzira, (Alzira), TEATRO COLON DE BUENOS AIRES, TEATRO COMUNALE GIUSEPPE VERDI di Trieste en Les Contes d'Hoffmann (Antonia) bajo la dirección musical de Daniel Oren, Opéra de Nice en  Le Coq d'Or (La reina de Shemakha).
En el campo del recital, Eteri Lamoris, ha dado conciertos en el Verdi Opera Festival (Busetto, Italia),  Royal Palace Music Festival (Estocolmo), Blue Dunay Festival (Viena). También cantó en numerosos conciertos con el "Moscow Soloists Orchestra" bajo la dirección musical de Yuri Bashmet, con el "Moscow Virtuosos Orchestra", en un recital bajo el patrocinio de Mstislav Rastropovich, así como en varios conciertos en el Auditorio Nacional de Madrid, Bolshoy Theatre de Moscú,  Teatro deL Liceu de Barcelona, Teatro de Campoamor de Oviedo,  Teatro RegiO di Parma con la "Praga Virtuosos Orchestra", Theatre de Champs-Elysees de París dirigida por Charles Dutoit y Kurt Masur, Rotterdam Theatre, Wiener Staatsoper, Atlantic Hall de Oporto, STEFANIENSAAL de Graz, Rudolfinum HallE de Praga, y  Pittsburg Theatre. Dentro del Menton Festival tomó parte en una gira de conciertos por Francia, Israel, Grecia y Turquía con Daniel Barenboim, Vladimir Spivakov, Yuri Bashmet, Barbara Hendricks,  James Galway y Salvatore Accardo.  
De sus trabajos, también se pueden destacar las funciones en el TEATRO DI OPERA DI ROMA con la ópera I Capuleti e I Montecchi con Nello Santi,  Turandot en Ravenna con “London Symphony Orchestra”, la gira de conciertos en Hon Kong y Singapur, y sus conciertos en el Carnegie Hall de Nueva York con la “New England Symphony orchestra”.
En 2004-2005 Eteri Lamoris realizó la gira de La Traviata con Franco Zeffirelli en Italia, y Lucia di Lammermoor en Francia.
Cantó La Boheme en Los Angeles Opera, Romeo et Juliette en el Festival Internacional de Macau. Más tarde, fue invitada de nuevo para “La Traviata”, esta vez en la Fundación de la ARENA DI VERONA. También realizó conciertos con Fabio Luisi y la “Vienna Symphony Orchestra”,
En diciembre de 2007 tomó parte en la gala extraordinaria “Christmas in Vienna”, en LA SALA DE ORO DE VIENNA junto a Elina Garanca. El concierto fue transmitido a 40 países del mundo.
Eteri Lamoris también imparte clases magistrales en diferentes países. Desde 2012 ella es la Directora de Festival y Concurso Internacional de “Accademia belcanto” en Graz, Austria, donde participa tanto como miembro del jurado, como cantante en  los conciertos con Ildiko Raimondi, Angelika Kirchshlager, así como colaborando en las clases magistrales junto con  Christa Ludwig, Teresa Berganza, Natela Nicoli y Jaime Aragall.

## Galería

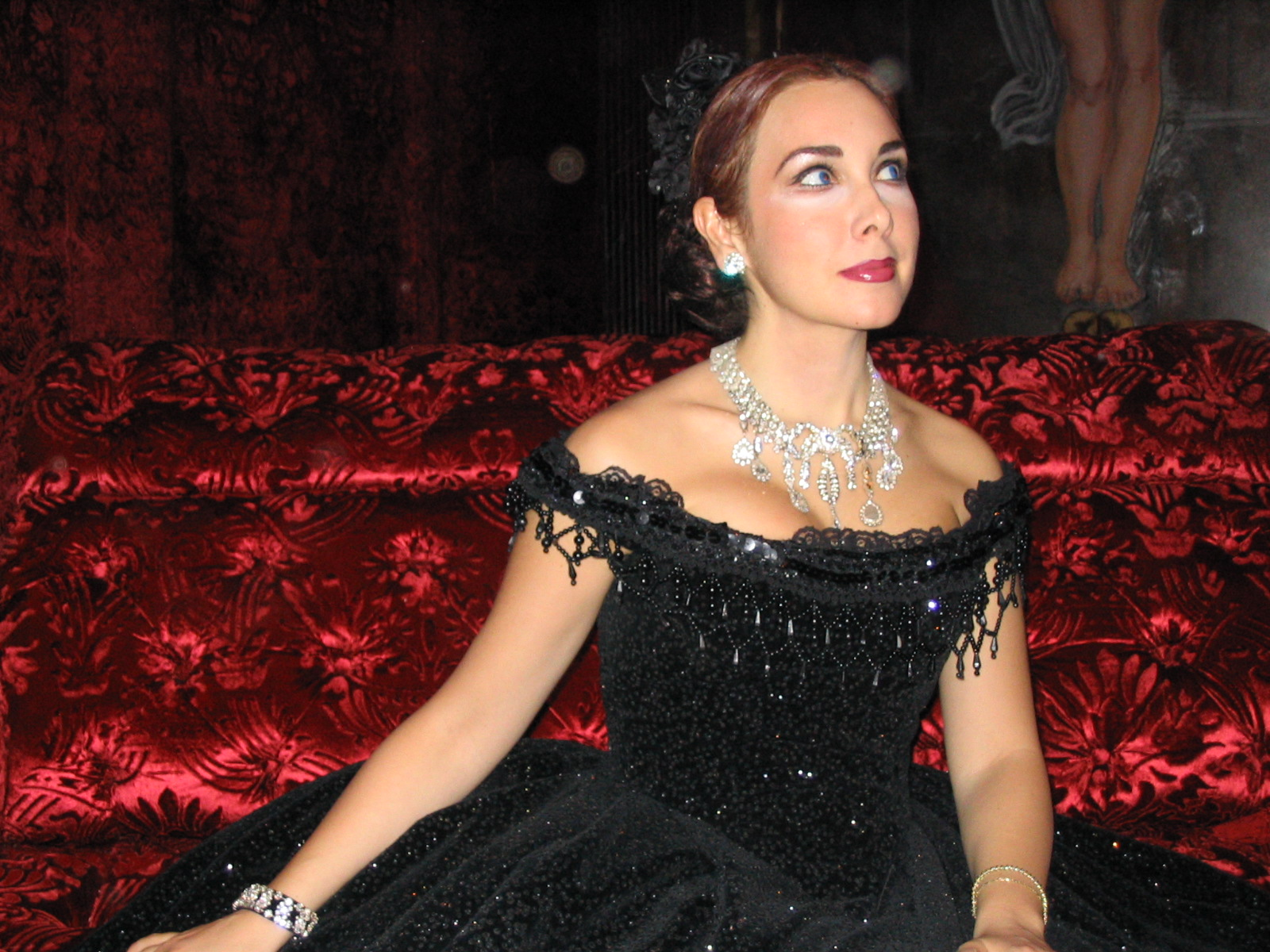
Eteri Lamoris - Violetta (La Traviata)
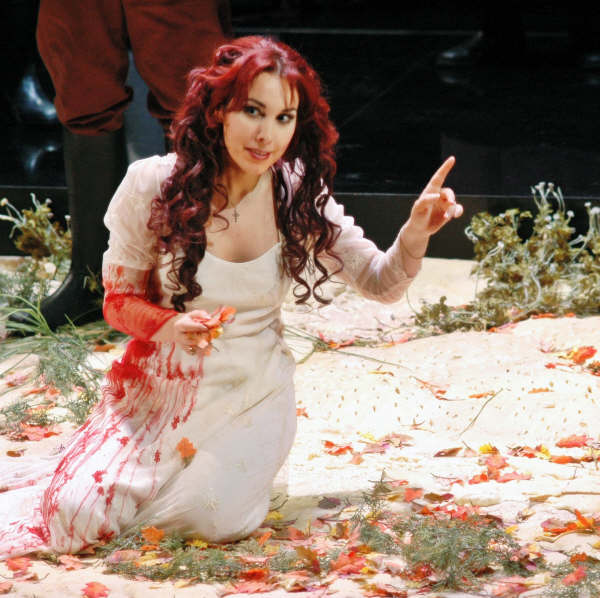
Eteri Lamoris - Lucia di Lammermoor
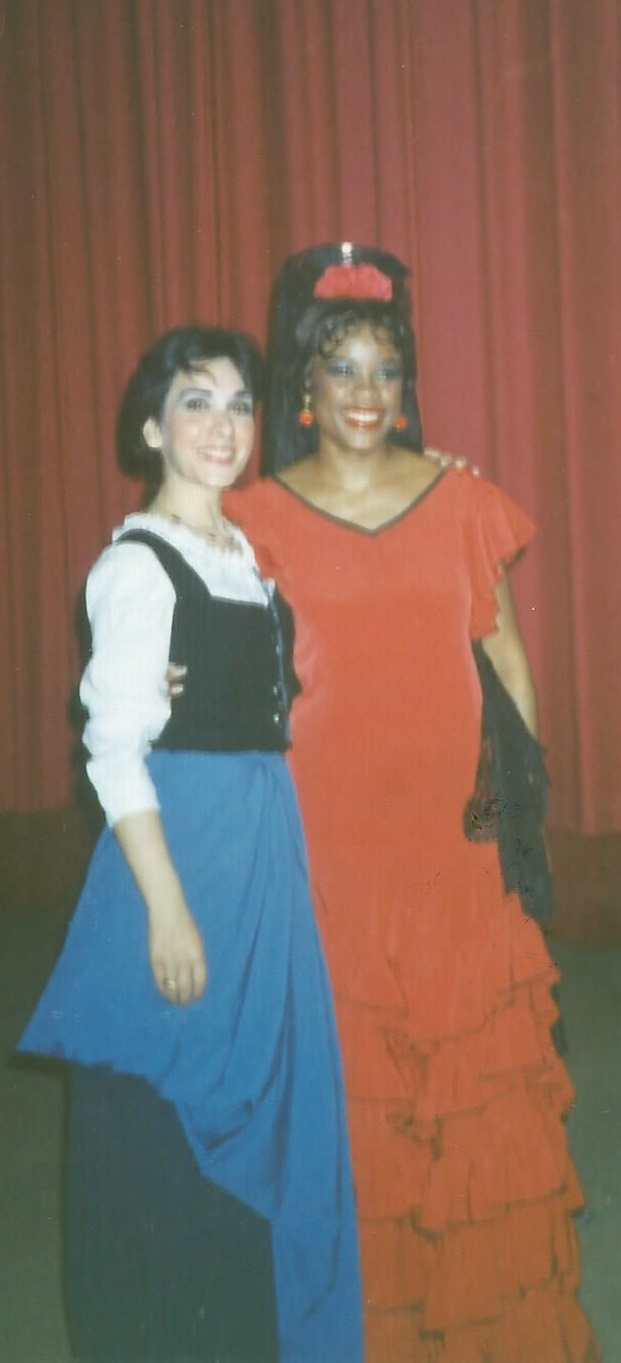
En el papel de Micaela de "Carmen" con Denyce Graves
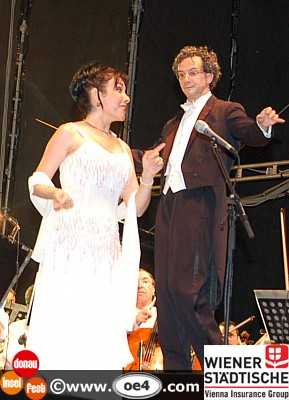
En el concierto con Fabio Luisi y Orquesta Sinfónica de Vienna

## Vida personal
Tiene dos hijos, Ana y Alex. Debido al nacimiento de su segundo hijo, Eteri Lamoris ha reducido su actividad operística, retornando en el año 2010 al campo del recital y a la producción de eventos musicales. Merecen destacar sus proyectos como "La Scala Stars", "Pearls of Opera World, "Spanish nights", "Lamara Chkonia-80".